# کاروانسرای جلوگیر
کاروانسرای جلوگیر مربوط به دوره صفوی است و در شهرستان نجف‌آباد، روستای دماب واقع شده و این اثر در تاریخ ۱۰ خرداد ۱۳۸۲ با شمارهٔ ثبت ۹۰۴۷ به‌عنوان یکی از آثار ملی ایران به ثبت رسیده است.